# Arbeitsamt der Deutschsprachigen Gemeinschaft
Pour les articles homonymes, voir ADG.
L'Arbeitsamt der Deutschsprachigen Gemeinschaft (ADG ; littéralement : « Office du travail de la Communauté germanophone ») est, en Belgique, l’organisme chargé du service public de l’emploi et de la formation professionnelle pour la Communauté germanophone de Belgique.

## Le service public de l’emploi dans la Communauté germanophone de Belgique
En Belgique le service public de l’emploi et de la formation professionnelle est une compétence des différentes communautés linguistiques. L’indemnisation au titre de l’assurance-chômage est assurée par un organisme à vocation nationale, l’ONEM.
L’Arbeitsamt der Deutschsprachigen Gemeinschaft (ADG) ou Service emploi de la Communauté germanophone de Belgique est responsable du service public de l’emploi et de la formation professionnelle pour la Communauté germanophone de Belgique. Il a été créé par décret du 17 janvier 2000 et est placé sous la responsabilité du gouvernement de la Communauté germanophone.
ADG a ouvert deux bureaux à Saint Vith et Eupen.

## La coordination avec les autres services publics de l’emploi belges
Un Accord de coopération interrégionale signé en 2005 a incité le Forem, le VDAB, Actiris, l’ADG et Bruxelles Formation à coopérer pour la diffuser des offres d’emploi, sensibiliser les demandeurs d’emploi à la mobilité interrégionale, promouvoir les cours de langues et assurer une plus grande transparence du marché de l’emploi.
Le 3 juillet 2007, l’ADG a participé avec le Forem, le VDAB, Actiris, et Bruxelles Formation à la constitution d’une Fédération des services publics de l’emploi et de la formation, baptisée Synerjob. L’ADG est représenté au conseil d’administration de Synerjob par Robert Nelles.